# Sepia tuberculata
Sepia tuberculata är en bläckfiskart som beskrevs av Jean-Baptiste Lamarck 1798. Sepia tuberculata ingår i släktet Sepia och familjen Sepiidae. IUCN kategoriserar arten globalt som otillräckligt studerad. Inga underarter finns listade i Catalogue of Life.